# Thân vương quốc Polotsk

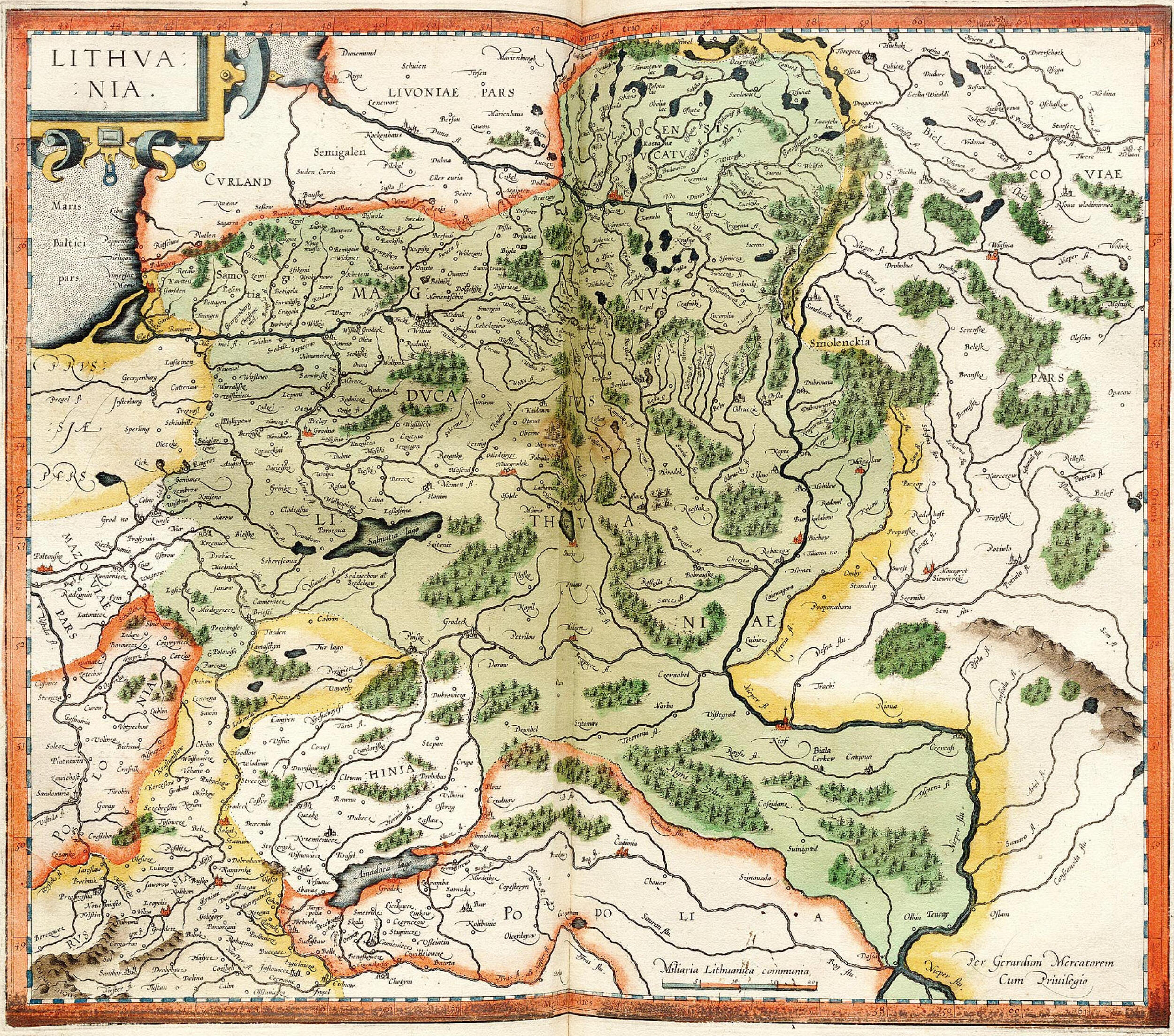
Vị trí Polocensis Ducatus trên bản đồ Litva của Gerardus Mercator.

Công quốc Polotsk (tiếng Belarus: По́лацкае кня́ства; tiếng Nga: По́лоцкое кня́жество; tiếng Latinh: Polocensis Ducatus), còn được gọi là Polotsk Rus ', là một công quốc thời Trung cổ của người Slav Đông. Biên niên sử Rus đề cập đến việc Polotsk bị Vladimir Vĩ đại chinh phục, và sau đó nó gắn liền với triều đại Rurik và Kiev Rus'.
Công quốc được cho là được thành lập xung quanh thị trấn cổ Polotsk (Polatsk hiện đại, Belarus) bởi liên minh bộ lạc của người Krivich. Vào nửa sau của thế kỷ 10, Polotsk được cai trị bởi người địa phương; với nhà cai trị đầu tiên được đề cập trong biên niên sử là nhân vật bán huyền Rogvolod (? –978), vốn được biết đến nhiều hơn với vị thế là cha của Rogneda, vợ của Vladimir Vĩ đại. Công quốc từng rơi vào rất nhiều cuộc khủng hoảng kế vị từ thế kỷ 11 đến thế kỷ 12 và một cuộc chiến tranh với lãnh địa Novgorod. Đến thế kỷ 13, nó được hợp nhất vào Đại công quốc Lietuva.
Vào thời kỳ cực thịnh, lãnh thổ công quốc trải dài trên phần lớn miền bắc và miền trung Belarus và một phần nhỏ hơn của đông nam Latvia ngày nay, bao gồm (ngoài Polotsk) các thị trấn sau: Vitebsk, Drutsk, Minsk, Izjaslaw (nay là Zaslawye), Lahojsk, Barysaw, Brachyslaw (nay là Braslaw), Kukeinos (nay là Koknese) và một số thị trấn khác. Thủ phủ của công quốc là thành phố Polotsk (Polesk), nay là trung tâm khu vực của vùng Vitebsk của Belarus.

### Nguồn gốc

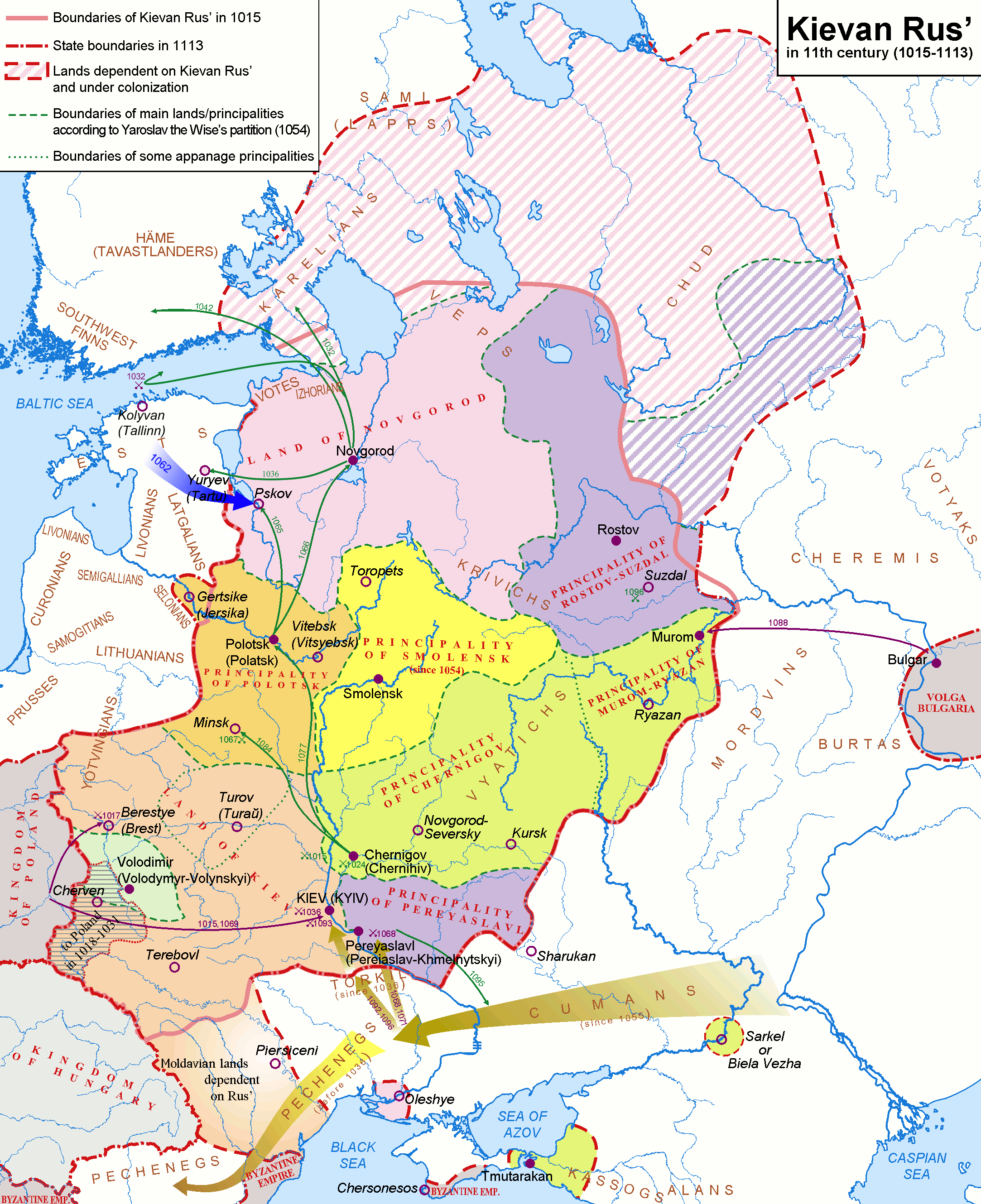
Công quốc Polotsk trong Kiev Rus' vào thế kỷ 11

### Cực thịnh

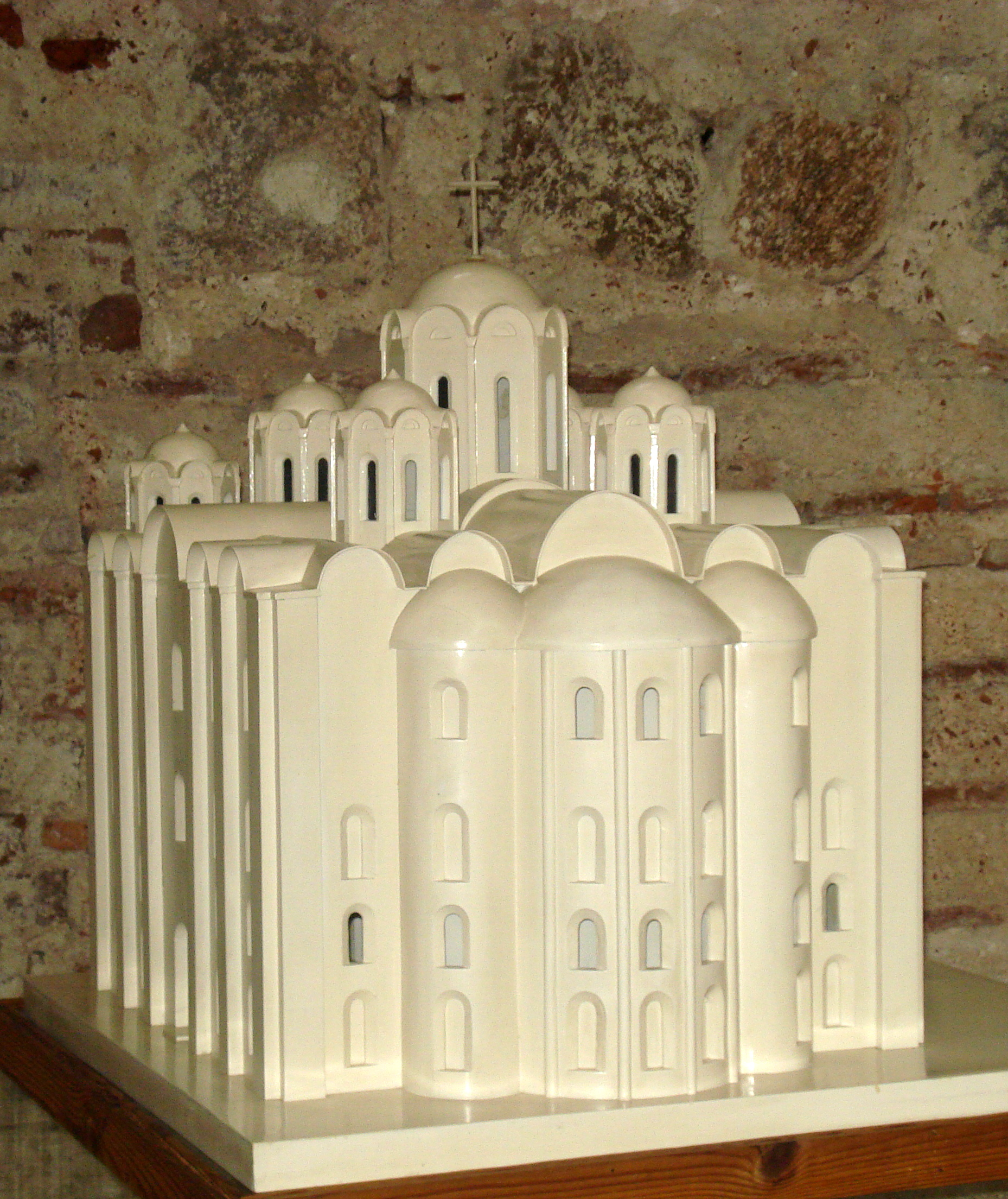
Mô hình Nhà thờ Sankt Sophia ở Polotsk (được xây dựng lại vào giữa thế kỷ 18)

### Suy tàn

Công quốc Polotsk vào thế kỷ XII

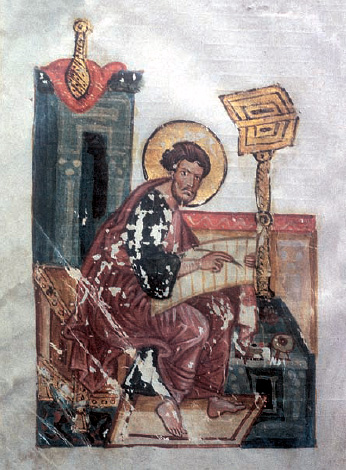
Sách Phúc âm Orsha được tạo ra ở Polotsk trong thời kỳ suy tàn của thị trấn vào thế kỷ 13.

Quốc huy của Połock và Witebsk Voivodships ở Đại công quốc Lietuva

## Lịch sử